# Liste der Kulturdenkmäler in Gindorf
In der Liste der Kulturdenkmäler in Gindorf sind alle Kulturdenkmäler der rheinland-pfälzischen Ortsgemeinde Gindorf aufgeführt. Grundlage ist die Denkmalliste des Landes Rheinland-Pfalz (Stand: 27. Juni 2022).

## Denkmalzonen
| Bezeichnung             | Lage                                          | Baujahr                 | Beschreibung                                                                                | Bild            |
| ----------------------- | --------------------------------------------- | ----------------------- | ------------------------------------------------------------------------------------------- | --------------- |
| Denkmalzone Hauptstraße | Hauptstraße 13–21, Zum Unterdorf 2 und 4 Lage | 18. und 19. Jahrhundert | Gruppe gut erhaltener Höfe auf der Ostseite der Hauptstraße aus dem 18. und 19. Jahrhundert | Fotos hochladen |

## Einzeldenkmäler
| Bezeichnung                       | Lage                                     | Baujahr                                | Beschreibung                                                                                | Bild                           |
| --------------------------------- | ---------------------------------------- | -------------------------------------- | ------------------------------------------------------------------------------------------- | ------------------------------ |
| Quereinhaus                       | Bademer Straße 14 Lage                   | 1849                                   | Quereinhaus mit Treppengiebel, bezeichnet 1849                                              | BW                             |
| Wohnhaus                          | Gartenstraße 6 Lage                      | zweites Viertel des 19. Jahrhunderts   | Wohnhaus mit Schuppenanbau, zweites Viertel des 19. Jahrhunderts                            | Fotos hochladen                |
| Wohnhaus                          | Gartenstraße 10 Lage                     | 1763                                   | Wohnteil eines Wohnstallhauses mit Flurküche, bezeichnet 1763                               | BW                             |
| Wohnhaus                          | Gartenstraße 12 Lage                     | spätes 18. oder frühes 19. Jahrhundert | Nebengebäude mit Treppengiebel, spätes 18. oder frühes 19. Jahrhundert                      | BW                             |
| Friedhofskreuz                    | Hauptstraße, auf dem Friedhof Lage       | 1889                                   | Friedhofskreuz, gusseiserner Korpus, bezeichnet                                             | Fotos hochladen                |
| Wegekreuz                         | Hauptstraße, beim Friedhof Lage          | 18. Jahrhundert                        | Schaftkreuz, 18. Jahrhundert                                                                | BW                             |
| Wohnhaus                          | Hauptstraße 7 Lage                       | 1823                                   | Flurküchenhaus, bezeichnet 1823, Aufstockung wohl im späten 19. oder frühen 20. Jahrhundert | Fotos hochladen                |
| Kreuz                             | Hauptstraße, an Nr. 10 Lage              |                                        | schlichtes Kreuz mit Altartisch                                                             | Fotos hochladen                |
| Quereinhaus                       | Hauptstraße 19 Lage                      | 1852 oder 1862                         | Quereinhaus, bezeichnet 1852 oder 1862                                                      | Fotos hochladen                |
| Wegekreuz                         | Kirchweg Lage                            | 1830                                   | Schaftkreuz, bezeichnet 1830                                                                | Fotos hochladen                |
| Wohnhaus                          | Kirchweg 2 Lage                          | 1821                                   | Flurküchenhaus, bezeichnet                                                                  | BW                             |
| Schulhaus                         | Kirchweg 8 Lage                          | 1834                                   | ehemalige Schule; wohnhausartiges Putzbau, 1834, Architekt Clemens, Verlängerung 1927/28    | Fotos hochladen                |
| Katholische Pfarrkirche St. Urban | Kirchweg 10 Lage                         | 1790                                   | barocker Saalbau, 1790                                                                      | weitere Bilder Fotos hochladen |
| Hofanlage                         | Pferdegasse 3/5 Lage                     | ab 1788                                | Winkelhof, Wohnhaus 1834, Wirtschaftsbau mit Treppengiebel 1788                             | Fotos hochladen                |
| Pfarrhof                          | Pferdegasse 9 Lage                       | 1792                                   | ehemaliger Pfarrhof; dreiachsiges Wohnhaus, 1792, Scheune mit Treppengiebeln                | Fotos hochladen                |
| Heiligenhäuschen                  | Schulstraße, bei Nr. 3 Lage              | 1729                                   | Heiligenhäuschen, 1729                                                                      | BW                             |
| Portal                            | Zum Unterdorf ohne Nummer Lage           | 1794                                   | Oberlichtportal, bezeichnet 1794                                                            | BW                             |
| Quereinhaus                       | Zum Unterdorf 2 Lage                     | 18. Jahrhundert                        | Quereinhaus, fortgeschrittenes 18. Jahrhundert                                              | BW                             |
| Wegekreuz                         | nordwestlich des Ortes an der K 90 Lage  | 18. Jahrhundert                        | Schaftkreuz, 18. Jahrhundert                                                                | Fotos hochladen                |
| Waschplatz                        | südöstlich des Ortes im Weilbachtal Lage | 19. Jahrhundert                        | sechs U-förmig angeordnete Wasserbecken, Buntsandstein, wohl aus dem 19. Jahrhundert        | BW                             |